# Première circonscription du Bas-Rhin
La première circonscription du Bas-Rhin est l'une des neuf circonscriptions législatives françaises que compte le département du Bas-Rhin. Elle regroupe les quartiers du centre et de l'ouest de la ville de Strasbourg.

## Description géographique

### De 1958 à 1962
La première circonscription du Bas-Rhin était composée des :
- canton de Strasbourg-Nord
- canton de Strasbourg-Sud

(Source : Journal Officiel du 14-15 Octobre 1958).

### De 1962 à 1988
Elle était composée des cantons suivants :
Strasbourg I, Strasbourg II, Strasbourg IV et Strasbourg V (Robertsau).

### De 1988 à 2012
Elle comprenait les anciens cantons suivants :
- canton de Strasbourg I (correspondant au quartier du centre-ville)
- canton de Strasbourg II (correspondant aux quartiers de la Gare, des Halles, de Finkwiller)
- canton de Strasbourg IV (correspondant au quartier du Conseil des XV)
- canton de Strasbourg IX (correspondant aux quartiers de Koenigshoffen, Montagne Verte, Elsau).

### Depuis 2012
A ces 4 cantons s'est rajoutée une partie du canton de Strasbourg VI (partie située au sud d'une ligne définie par l'axe de la route d'Oberhausbergen et à l'ouest d'une ligne définie par l'axe de la voie de chemin de fer de Hausbergen à Graffenstaden).

## Description sociologique
Ville de tradition protestante luthérienne, Strasbourg est depuis le XIXe siècle plus nettement catholique, et cela dans l'ensemble des quartiers de la ville. La communauté juive est très présente dans le centre-ville, Strasbourg ayant la quatrième communauté juive de France. La communauté musulmane, constituée à la suite des mouvements migratoires des années 1960-70, est aussi présente, particulièrement dans les quartiers périphériques.
La diffusion de l'alsacien dans la première circonscription est la plus faible d'Alsace mais le dialecte reste assez répandu à Koenigshoffen ainsi que dans certaines parties du centre-ville, particulièrement dans les couches les plus âgées de la population. Globalement, le français s'est assez rapidement répandu à Strasbourg après son retour à la France en 1919.

## Description politique
Circonscription urbaine partagée entre les quartiers centraux et « bourgeois » de l'Orangerie et du centre-ville et les quartiers plus « populaires » et périphériques de la gare et de Koenigshoffen ; la première circonscription a longtemps été considérée comme un fief de la droite gaulliste, mais a choisi quatre fois un député de la gauche depuis 1997. Auparavant, elle avait cependant été considérée, entre 1919 et 1939, comme la circonscription des maires de Strasbourg, élisant Jacques Peirotes (SFIO) de 1928 à 1932, puis le communiste autonomiste Charles Hueber en 1936. À cette époque le clivage droite-gauche était par ailleurs nettement brouillé par la question autonomiste, qui avait provoqué l'implosion du parti communiste alsacien.
De 1958 à 1978, le député gaulliste René Radius y fut réélu, souvent au premier tour, avec des majorités considérables contre les candidats démocrates-chrétiens proches du maire de Strasbourg Pierre Pflimlin. On assistait au cours des années 1960 à une importante dichotomie entre les élections nationales, où la circonscription privilégiait le candidat gaulliste et votait pour le général de Gaulle en 1965 à plus de 71 % ; et les élections locales où elle renouvelait largement sa confiance au maire et conseillers généraux démocrates-chrétiens, comme Gilbert Jost.
À partir de l'élection de Valéry Giscard d'Estaing, la circonscription affirma un vote légitimiste de droite, cette fois au profit des candidats démocrates-chrétiens proche du nouveau président. En 1976 René Radius fut battu par un socialiste dans le canton de la Robertsau, ce qui provoqua un choc certain et le conduisit à ne pas se représenter. La deuxième étape du renversement de la domination gaulliste intervint en 1978. La circonscription bascula alors entre les mains du candidat CDS Emile Koehl, qui battit le RPR Robert Grossmann. Émile Koehl fut réélu – malgré de nombreuses contestations à l'intérieur même de l'alliance UDF-RPR – en 1981, 1986 et 1988, sans problèmes réels. Il occupa par ailleurs des responsabilités importantes au sein de la municipalité strasbourgeoise de 1983 à 1989. Son implantation dans le canton de Strasbourg IX, non dépendant de la première circonscription jusqu'en 1988, explique la modification de la carte électorale de Strasbourg en 1986. Cela n'empêcha cependant pas son échec en 1993. Émile Koehl, contesté et victime d'une certaine usure, fut alors battu à la surprise de beaucoup par un candidat indépendant proche de l'UDF, Harry Lapp, qui mettait en avant la nécessité de renouveau de la droite dans cette circonscription. Il réalisa plus de 64 % des voix au second tour. Harry Lapp fut pourtant battu d'une très courte tête par Catherine Trautmann (PS) en 1997 (50,1 %), le député sortant ralliait le canton « bourgeois » de Strasbourg IV et le canton populaire de Strasbourg IX. En 2002 le député sortant Armand Jung (PS), ancien suppléant de Catherine Trautmann, réussit à battre, là encore d'une courte tête, le maire adjoint Robert Grossmann (50,2 %). Il l'emportait dans les cantons de la Gare et de Koenigshoffen, dont il est par ailleurs conseiller général.
Lors de sa formation en 1986 la première circonscription était considérée comme la plus à droite des circonscriptions strasbourgeoises. On note cependant, depuis 1993, une grande instabilité des électeurs de la circonscription. Depuis 1997, la gauche a considérablement progressé, au point de gagner alors et surtout de conserver en 2002 la circonscription. La mutation électorale du canton de Strasbourg I (Centre-Ville) issue de la « gentrification » du centre-ville qui renforce la gauche, explique pour partie la progression des candidats socialistes. Le recul de la droite est particulièrement marqué dans les cantons I et II, aujourd'hui assez nettement à gauche. Le canton IV de l'Orangerie reste nettement à droite, et il fut détenu par un conseiller général proche de l'UMP jusqu'au élections cantonales de 2008. Le canton de Koenigshoffen, le plus « populaire » de la circonscription, ancien fief d'Émile Koehl, est passé aux mains du député (PS) Jung, mais il est marqué par un fort vote pour le FN et une remontée certaine de la droite en 1997 et 2002. Marque supplémentaire de cette dichotomie, lors des municipales de 2001, les cantons I et II votaient encore pour Catherine Trautmann, alors que les cantons IV et IX choisissaient nettement Fabienne Keller. La circonscription est aujourd'hui donc passée d'une qualification « sûre à droite » à incertaine. De manière générale il s'agit de la circonscription où la gauche réalise ses meilleures performances alsaciennes, et le FN ses plus mauvais scores régionaux.
Lors des élections nationales l'orientation à droite de la circonscription reste assez nette, même si elle s'est tassée depuis 1988. En 1988 elle votait pour Jacques Chirac contre François Mitterrand (53 %). En 1995 elle plaçait Lionel Jospin (25,7 %) en tête, devant Édouard Balladur (23,1 %), Jacques Chirac (19,5 %) et Jean-Marie Le Pen (15,7 %). Au second tour elle choisissait Jacques Chirac assez nettement (55,5 %). En 2002 elle plaçait Jacques Chirac (18,5 %) en tête, devant Lionel Jospin (17,8 %), Jean-Marie Le Pen (13,6 %) et François Bayrou (12,5 %).
Les élections présidentielle et législatives de 2007 ont apporté quelques modifications. Aux élections présidentielles d'avril-mai Nicolas Sarkozy arrivait en tête au premier tour avec 32,7 %, devant Ségolène Royal (29,1 %), François Bayrou (22,8 %) et Jean-Marie Le Pen (6,5 %). On assistait – à l'instar de l'ensemble de l'Alsace – à une forte baisse du FN, notamment dans le canton IX, principalement au profit de Nicolas Sarkozy. Celui-ci réalisait ses plus forts résultats à l'Orangerie et au Centre-ville, dépassant largement le score de Jacques Chirac en 2002. Ségolène Royal réalisait ici son meilleur résultat alsacien, et arrivait en tête dans le canton II. Enfin François Bayrou réalisait une performance en net progrès, assez proche de sa moyenne alsacienne, ses « fiefs » recoupaient assez largement ceux de Nicolas Sarkozy. Au second tour Nicolas Sarkozy l'emportait d'une courte tête (51,07 %), devançant son adversaire facilement à Strasbourg I et largement à Strasbourg IV. Ségolène Royal confirmait sa bonne performance, ne l'emportant cependant que dans le canton de Strasbourg II. Le canton IX présentait une particularité intéressante, plaçant les deux candidats à égalité.
Dans ce contexte de victoire courte du candidat UMP dans cette circonscription tenue par le PS les élections législatives ont cependant confirmé la dichotomie entre le vote de la circonscription aux élections nationales et élections locales. Le député sortant Armand Jung a en effet été facilement réélu au second tour (56,2 %) contre son adversaire peu connue Frédérique Loutrel (43,7 %), l'emportant dans l'ensemble des cantons et réalisant son meilleur score dans le canton II. Les résultats du premier tour plaçait le candidat PS (32,9 %) et la représentante de l'UMP (31,1 %) au coude à coude, Armand Jung arrivant en tête à Strasbourg II et IX, Frédérique Loutrel dans les cantons de Strasbourg IV et I. La candidate UMP, fortement contestée au premier tour par Martine Calderoli-Lotz (DVD) qui avait obtenu 8,5 %, ainsi que par la candidate Modem Chantal Cutajar (11,7 %) n'a pas réussi à réunir les voix de droite et du centre majoritaires, au second tour.
La géographie électorale de la circonscription n'est pas fortement modifiée par les dernières échéances. Le canton de la gare reste le fief de la gauche, Ségolène Royal y a obtenu son meilleur score strasbourgeois à la présidentielle et Armand Jung son plus fort résultat ; à l'inverse le quartier de l'Orangerie reste assez nettement marqué à droite (56,6 % pour Nicolas Sarkozy le 6 mai), même s'il a élu Armand Jung d'une courte tête le 17 juin (51 %). Les cantons I et IX continuent d'adopter un comportement électoral changeant, favorables à Nicolas Sarkozy à la présidentielle puis à Armand Jung aux législatives. De manière générale, la gauche réalise ici ses meilleures performances alsaciennes, et le FN est descendu ici à un niveau très faible.

## Historique des députations
| Législature | Début de mandat | Fin de mandat  | Député              | Parti politique | Observations |
| ----------- | --------------- | -------------- | ------------------- | --------------- | --- |
| Ire         | 9 décembre 1958 | 9 octobre 1962 | René Radius         | UNR             | Adjoint au maire de Strasbourg Mandat écourté à la suite d'une dissolution parlementaire décidée par Charles de Gaulle.                                                                                        |
| IIe         | 6 décembre 1962 | 2 avril 1967   | René Radius         | UNR-UDT         | Conseiller général de Strasbourg V |
| IIIe        | 3 avril 1967    | 30 mai 1968    | René Radius         | UDVe            | Conseiller général de Strasbourg V Mandat écourté à la suite d'une dissolution parlementaire décidée par Charles de Gaulle.                                                                                    |
| IVe         | 11 juillet 1968 | 1er avril 1973 | René Radius         | UDR             | Conseiller général de Strasbourg V |
| Ve          | 2 avril 1973    | 2 avril 1978   | René Radius         | UDR puis RPR    | |
| VIe         | 3 avril 1978    | 22 mai 1981    | Émile Koehl         | UDF-CDS         | Conseiller général de Strasbourg IX (1976-1988) Mandat écourté à la suite d'une dissolution parlementaire décidée par François Mitterrand.                                                                     |
| VIIe        | 2 juillet 1981  | 1er avril 1986 | Émile Koehl         | UDF-CDS         | Conseiller général de Strasbourg IX (1976-1988) |
| VIIIe       | 2 avril 1986    | 14 mai 1988    | Émile Koehl         | UDF-CDS         | Conseiller général de Strasbourg IX (1976-1988) Proportionnelle par département, pas de député par circonscription. Mandat écourté à la suite d'une dissolution parlementaire décidée par François Mitterrand. |
| IXe         | 23 juin 1988    | 1er avril 1993 | Émile Koehl         | UDF-CDS         | |
| Xe          | 2 avril 1993    | 21 avril 1997  | Harry Lapp          | UDF             | Conseiller général de Strasbourg I (1994-2001) Mandat écourté à la suite d'une dissolution parlementaire décidée par Jacques Chirac.                                                                           |
| XIe         | 12 juin 1997    | 18 juin 2002   | Catherine Trautmann | PS              | Ministre de la Culture (1997-2000) Maire de Strasbourg (1989-1997/2000-2001) |
| XIe         |                 |                | Armand Jung         | PS              | Ministre de la Culture (1997-2000) Maire de Strasbourg (1989-1997/2000-2001) |
| XIIe        | 19 juin 2002    | 19 juin 2007   | Armand Jung         | PS              | |
| XIIIe       | 20 juin 2007    | 19 juin 2012   | Armand Jung         | PS              | |
| XIVe        | 20 juin 2012    | 20 juin 2017   | Armand Jung         | PS              | Adjoint au maire de Strasbourg et conseiller départemental du canton de Strasbourg-2 |
| XIVe        |                 |                | Éric Elkouby        | PS              | Adjoint au maire de Strasbourg et conseiller départemental du canton de Strasbourg-2 |
| XVe         | 21 juin 2017    | 21 juin 2022   | Thierry Michels     | REM             | |
| XVIe        | 20 juin 2022    | 20 juin 2027   | Sandra Regol        | EELV            | Elue avec l'étiquette Nouvelle Union populaire écologique et sociale Mandat écourté à la suite d'une dissolution parlementaire décidée par Emmanuel Macron.                                                    |

## Historique des élections

### Élections de 1958
| Candidat       | Candidat          | Parti          | Premier tour | Premier tour | Second tour | Second tour |  |
| Candidat       | Candidat          | Parti          | Voix         | %            | Voix        | %           |  |
| -------------- | ----------------- | -------------- | ------------ | ------------ | ----------- | ----------- |  |
|                | René Radius élu   | UNR            | 9 947        | 30,19        | 13 727      | 41,66       |  |
|                | Charles Arbogast  | MRP            | 9 483        | 28,78        | 12 434      | 37,74       |  |
|                | Robert Weil       | SFIO           | 3 468        | 10,53        | 3 056       | 9,28        |  |
|                | Charles Metzger   | Modérés        | 2 684        | 8,15         | Retrait     | Retrait     |  |
|                | Alphonse Boosz    | PCF            | 2 256        | 6,85         | 2 238       | 6,79        |  |
|                | Édouard Schmitter | CR             | 1 789        | 5,43         | 1 492       | 4,53        |  |
|                | Roger Lance       | Radsoc         | 1 685        | 5,11         | Retrait     | Retrait     |  |
|                | Roger Lance       | Modérés        | 1 636        | 4,97         | Retrait     | Retrait     |  |
|                |                   |                |              |              |             |             |  |
| Inscrits       | Inscrits          | Inscrits       | 54 620       | 100,00       | 54 606      | 100,00      |  |
| Abstentions    | Abstentions       | Abstentions    | 20 865       | 38,2         | 21 175      | 38,78       |  |
| Votants        | Votants           | Votants        | 33 755       | 61,8         | 33 431      | 61,22       |  |
| Blancs et nuls | Blancs et nuls    | Blancs et nuls | 807          | 2,39         | 484         | 1,45        |  |
| Exprimés       | Exprimés          | Exprimés       | 32 948       | 97,61        | 32 947      | 98,55       |  |

Jacques Rothenbach, avocat au barreau de Strasbourg, était le suppléant de René Radius.

### Élections de 1962
| Candidat       | Candidat                  | Parti                     | Premier tour | Premier tour | Second tour | Second tour |  |
| Candidat       | Candidat                  | Parti                     | Voix         | %            | Voix        | %           |  |
| -------------- | ------------------------- | ------------------------- | ------------ | ------------ | ----------- | ----------- |  |
|                | René Radius sortant réélu | UNR-UDT                   | 14 422       | 47,3         | 18 495      | 64,58       |  |
|                | Théo Braun                | MRP                       | 6 921        | 22,7         | 10 145      | 35,42       |  |
|                | Gaston Pernot             | Divers droite (Gaulliste) | 2 830        | 9,28         | Retrait     | Retrait     |  |
|                | Robert Weil               | SFIO                      | 2 491        | 8,17         | Retrait     | Retrait     |  |
|                | Alphonse Boosz            | PCF                       | 2 371        | 7,78         | Retrait     | Retrait     |  |
|                | Alexandre Jesel           | CNIP                      | 1 453        | 4,77         |             |             |  |
|                |                           |                           |              |              |             |             |  |
| Inscrits       | Inscrits                  | Inscrits                  | 53 360       | 100,00       | 53 360      | 100,00      |  |
| Abstentions    | Abstentions               | Abstentions               | 22 226       | 41,65        | 23 584      | 44,2        |  |
| Votants        | Votants                   | Votants                   | 31 134       | 58,35        | 29 776      | 55,8        |  |
| Blancs et nuls | Blancs et nuls            | Blancs et nuls            | 646          | 2,07         | 1 136       | 3,82        |  |
| Exprimés       | Exprimés                  | Exprimés                  | 30 488       | 97,93        | 28 640      | 96,18       |  |

Le suppléant de René Radius était le Docteur Ernest Schneegans.

### Élections de 1967
|                | René Radius sortant réélu | UD-Ve          | 21 300 | 55,98  |  |  |  |
|                | Antoine Pfirsch           | CD (PDM)       | 8 097  | 21,28  |  |  |  |
|                | Robert Weil               | FGDS (SFIO)    | 5 394  | 14,18  |  |  |  |
|                | Alphonse Boosz            | PCF            | 3 259  | 8,57   |  |  |  |
|                |                           |                |        |        |  |  |  |
| Inscrits       | Inscrits                  | Inscrits       | 54 507 | 100,00 |  |  |  |
| Abstentions    | Abstentions               | Abstentions    | 15 497 | 28,43  |  |  |  |
| Votants        | Votants                   | Votants        | 39 010 | 71,57  |  |  |  |
| Blancs et nuls | Blancs et nuls            | Blancs et nuls | 960    | 2,46   |  |  |  |
| Exprimés       | Exprimés                  | Exprimés       | 38 050 | 97,54  |  |  |  |

Le Docteur Rolf Schellenberg était le suppléant de René Radius.

### Élections de 1968
|                | René Radius sortant réélu | UDR (URP)      | 21 415 | 59,36  |  |  |  |
|                | Marcel Rudloff            | CD (PDM)       | 6 726  | 18,64  |  |  |  |
|                | François Schoeller        | FGDS (CIR)     | 3 101  | 8,6    |  |  |  |
|                | Marcel Rosenblatt         | PCF            | 2 215  | 6,14   |  |  |  |
|                | Jean-Pierre Garel         | PSU            | 1 673  | 4,64   |  |  |  |
|                | Martin Schussler          | Régionaliste   | 945    | 2,62   |  |  |  |
|                |                           |                |        |        |  |  |  |
| Inscrits       | Inscrits                  | Inscrits       | 51 670 | 100,00 |  |  |  |
| Abstentions    | Abstentions               | Abstentions    | 14 996 | 29,02  |  |  |  |
| Votants        | Votants                   | Votants        | 36 674 | 70,98  |  |  |  |
| Blancs et nuls | Blancs et nuls            | Blancs et nuls | 599    | 1,63   |  |  |  |
| Exprimés       | Exprimés                  | Exprimés       | 36 075 | 98,37  |  |  |  |

Philippe Ritter, chargé de mission auprès du secrétaire d'état à l'Intérieur était le suppléant de René Radius.

### Élections de 1973
| Candidat       | Candidat                  | Parti          | Premier tour | Premier tour | Second tour | Second tour |  |
| Candidat       | Candidat                  | Parti          | Voix         | %            | Voix        | %           |  |
| -------------- | ------------------------- | -------------- | ------------ | ------------ | ----------- | ----------- |  |
|                | René Radius sortant réélu | UDR (URP)      | 15 056       | 45,23        | 16 468      | 49,32       |  |
|                | Raymond Leissner          | Rad (MR)       | 9 278        | 27,87        | 9 264       | 27,74       |  |
|                | Alain Noël                | PS (UGSD)      | 5 534        | 16,62        | 7 658       | 22,94       |  |
|                | René Jeanvoine            | PCF            | 2 356        | 7,08         |             |             |  |
|                | Germaine Bauer            | LO             | 1 064        | 3,2          |             |             |  |
|                |                           |                |              |              |             |             |  |
| Inscrits       | Inscrits                  | Inscrits       | 48 169       | 100,00       | 48 169      | 100,00      |  |
| Abstentions    | Abstentions               | Abstentions    | 14 116       | 29,31        | 14 214      | 29,51       |  |
| Votants        | Votants                   | Votants        | 34 053       | 70,69        | 33 955      | 70,49       |  |
| Blancs et nuls | Blancs et nuls            | Blancs et nuls | 765          | 2,25         | 565         | 1,66        |  |
| Exprimés       | Exprimés                  | Exprimés       | 33 288       | 97,75        | 33 390      | 98,34       |  |

Robert Grossmann, enseignant, membre du Conseil Économique et social, était le suppléant de René Radius.

### Élections de 1978
| Candidat       | Candidat            | Parti          | Premier tour | Premier tour | Second tour | Second tour |  |
| Candidat       | Candidat            | Parti          | Voix         | %            | Voix        | %           |  |
| -------------- | ------------------- | -------------- | ------------ | ------------ | ----------- | ----------- |  |
|                | Émile Koehl élu     | UDF (CDS)      | 11 819       | 32,36        | 23 972      | 66,18       |  |
|                | Robert Grossmann    | RPR            | 8 712        | 23,85        | Retrait     | Retrait     |  |
|                | Marc Brunschweiler  | PS             | 7 746        | 21,21        | 12 251      | 33,82       |  |
|                | Françoise Menrath   | Écologie 78    | 2 975        | 8,14         |             |             |  |
|                | René Jeanvoine      | PCF            | 1 968        | 5,39         |             |             |  |
|                | Ernest Rickert      | diss. RPR      | 1 791        | 4,9          |             |             |  |
|                | Alain Marx          | MRG            | 629          | 1,72         |             |             |  |
|                | Germaine Bauer      | LO             | 399          | 1,09         |             |             |  |
|                | Charles Zind        | Divers droite  | 314          | 0,86         |             |             |  |
|                | Marie-Claude Richez | LCR            | 174          | 0,48         |             |             |  |
|                |                     |                |              |              |             |             |  |
| Inscrits       | Inscrits            | Inscrits       | 47 709       | 100,00       | 47 709      | 100,00      |  |
| Abstentions    | Abstentions         | Abstentions    | 10 618       | 22,26        | 10 694      | 22,42       |  |
| Votants        | Votants             | Votants        | 37 091       | 77,74        | 37 015      | 77,58       |  |
| Blancs et nuls | Blancs et nuls      | Blancs et nuls | 564          | 1,52         | 792         | 2,14        |  |
| Exprimés       | Exprimés            | Exprimés       | 36 527       | 98,48        | 36 223      | 97,86       |  |

Jean-Pierre Foltzer, secrétaire général adjoint de la Chambre de commerce, était le suppléant d'Émile Koehl.

### Élections de 1981
| Candidat       | Candidat                  | Parti          | Premier tour | Premier tour | Second tour | Second tour |  |
| Candidat       | Candidat                  | Parti          | Voix         | %            | Voix        | %           |  |
| -------------- | ------------------------- | -------------- | ------------ | ------------ | ----------- | ----------- |  |
|                | Émile Koehl sortant réélu | UDF (CDS)      | 12 548       | 42,65        | 17 653      | 58,58       |  |
|                | Roland Ries               | PS             | 8 838        | 30,04        | 12 482      | 41,42       |  |
|                | François Bilger           | Divers droite  | 4 946        | 16,81        |             |             |  |
|                | François Joseph           | MÉP            | 1 441        | 4,90         |             |             |  |
|                | Françoise Olivier-Utard   | PCF            | 872          | 2,96         |             |             |  |
|                | Jean-Michel Hornus        | PSU            | 470          | 1,60         |             |             |  |
|                | Charles Zind              | Régionaliste   | 123          | 0,42         |             |             |  |
|                | Joseph Rennemann          | Divers droite  | 99           | 0,33         |             |             |  |
|                | Ernest Meyer              | Divers droite  | 85           | 0,29         |             |             |  |
|                |                           |                |              |              |             |             |  |
| Inscrits       | Inscrits                  | Inscrits       | 47 655       | 100,00       | 47 654      | 100,00      |  |
| Abstentions    | Abstentions               | Abstentions    | 17 889       | 37,54        | 16 909      | 35,48       |  |
| Votants        | Votants                   | Votants        | 29 766       | 62,46        | 30 745      | 64,52       |  |
| Blancs et nuls | Blancs et nuls            | Blancs et nuls | 344          | 1,16         | 610         | 1,98        |  |
| Exprimés       | Exprimés                  | Exprimés       | 29 422       | 98,84        | 30 135      | 98,02       |  |

Le suppléant d'Émile Koehl était Jean-Pierre Foltzer.

### Élections de 1988
| Candidat       | Candidat                  | Parti           | Premier tour | Premier tour | Second tour | Second tour |  |
| Candidat       | Candidat                  | Parti           | Voix         | %            | Voix        | %           |  |
| -------------- | ------------------------- | --------------- | ------------ | ------------ | ----------- | ----------- |  |
|                | Émile Koehl sortant réélu | UDF (CDS) (URC) | 9 258        | 32,89        | 16 482      | 56,1        |  |
|                | Claude Truchot            | PS              | 8 140        | 28,92        | 12 900      | 43,9        |  |
|                | Jean Waline               | RPR             | 4 477        | 15,91        |             |             |  |
|                | Jean-Michel Schaetzel     | FN              | 3 377        | 12           |             |             |  |
|                | Jean Dock                 | Divers centre   | 1 270        | 4,51         |             |             |  |
|                | Henriette Acker           | Extrême gauche  | 883          | 3,14         |             |             |  |
|                | Yolande Rosenblatt        | PCF             | 503          | 1,79         |             |             |  |
|                | Pascal Dupaix             | CNIP            | 239          | 0,85         |             |             |  |
|                | Alain Golfier             | Régionaliste    | 0            | 0            |             |             |  |
|                | Édouard Buhler            | Divers droite   | 0            | 0            |             |             |  |
|                |                           |                 |              |              |             |             |  |
| Inscrits       | Inscrits                  | Inscrits        | 49 515       | 100,00       | 49 515      | 100,00      |  |
| Abstentions    | Abstentions               | Abstentions     | 20 972       | 42,35        | 19 303      | 38,98       |  |
| Votants        | Votants                   | Votants         | 28 543       | 57,65        | 30 212      | 61,02       |  |
| Blancs et nuls | Blancs et nuls            | Blancs et nuls  | 396          | 1,39         | 830         | 2,75        |  |
| Exprimés       | Exprimés                  | Exprimés        | 28 147       | 98,61        | 29 382      | 97,25       |  |

Le suppléant d'Émile Koehl était Gérard Schmaltz, directeur de sociétes et adjoint au maire de Strasbourg.

### Élections de 1993
| Candidat       | Candidat             | Parti           | Premier tour | Premier tour | Second tour | Second tour |  |
| Candidat       | Candidat             | Parti           | Voix         | %            | Voix        | %           |  |
| -------------- | -------------------- | --------------- | ------------ | ------------ | ----------- | ----------- |  |
|                | Émile Koehl sortant  | UDF (CDS)       | 6 708        | 22,73        | 7 258       | 35,15       |  |
|                | Harry Lapp élu       | diss. UDF (PRV) | 5 884        | 19,93        | 13 388      | 64,85       |  |
|                | Roland Ries          | PS (ADFP)       | 5 719        | 19,37        |             |             |  |
|                | Andrée Buchmann      | Les Verts (EÉ)  | 4 353        | 14,75        |             |             |  |
|                | Jean-Louis Feuerbach | FN              | 3 249        | 11,01        |             |             |  |
|                | Jacques Cordonnier   | Régionaliste    | 1 264        | 4,28         |             |             |  |
|                | Danielle Junique     | LT-LNÉ          | 869          | 2,94         |             |             |  |
|                | Olivier Gebuhrer     | PCF             | 758          | 2,57         |             |             |  |
|                | Antonio Gomez        | LCR             | 382          | 1,29         |             |             |  |
|                | Pascal Dupaix        | CNIP            | 201          | 0,68         |             |             |  |
|                | Gilles Pichois       | PLN             | 131          | 0,44         |             |             |  |
|                |                      |                 |              |              |             |             |  |
| Inscrits       | Inscrits             | Inscrits        | 49 477       | 100,00       | 49 478      | 100,00      |  |
| Abstentions    | Abstentions          | Abstentions     | 18 932       | 38,26        | 24 253      | 49,02       |  |
| Votants        | Votants              | Votants         | 30 545       | 61,74        | 25 225      | 50,98       |  |
| Blancs et nuls | Blancs et nuls       | Blancs et nuls  | 1 027        | 3,36         | 4 579       | 18,15       |  |
| Exprimés       | Exprimés             | Exprimés        | 29 518       | 96,64        | 20 646      | 81,85       |  |

Le Docteur Hubert Yvorra était le suppléant d'Harry Lapp.

### Élections de 1997
| Candidat       | Candidat                 | Parti          | Premier tour | Premier tour | Second tour | Second tour |  |
| Candidat       | Candidat                 | Parti          | Voix         | %            | Voix        | %           |  |
| -------------- | ------------------------ | -------------- | ------------ | ------------ | ----------- | ----------- |  |
|                | Catherine Trautmann élue | PS             | 11 880       | 39,3         | 15 964      | 50,16       |  |
|                | Harry Lapp sortant       | UDF (FD)       | 9 493        | 31,41        | 15 865      | 49,84       |  |
|                | Jean-Pierre Riegert      | FN             | 4 236        | 14,01        |             |             |  |
|                | Marie-Dominique Dreyssé  | Les Verts      | 1 008        | 3,33         |             |             |  |
|                | Jean Paillot             | LDI (MPF)      | 701          | 2,32         |             |             |  |
|                | Claude Kugler            | LO             | 684          | 2,26         |             |             |  |
|                | Liliane Huder            | PCF            | 578          | 1,91         |             |             |  |
|                | Hugues Geiger            | MÉI            | 493          | 1,63         |             |             |  |
|                | Daniel Plotkin           | GÉ             | 370          | 1,22         |             |             |  |
|                | Yvelise Sciard           | US4J           | 259          | 0,86         |             |             |  |
|                | Antonio Gomez            | LCR            | 241          | 0,8          |             |             |  |
|                | Didier Webanck           | LT-LNÉ         | 237          | 0,78         |             |             |  |
|                | Bernadette Pichois       | PLN            | 47           | 0,16         |             |             |  |
|                |                          |                |              |              |             |             |  |
| Inscrits       | Inscrits                 | Inscrits       | 48 268       | 100,00       | 48 269      | 100,00      |  |
| Abstentions    | Abstentions              | Abstentions    | 17 242       | 35,72        | 15 308      | 31,71       |  |
| Votants        | Votants                  | Votants        | 31 026       | 64,28        | 32 961      | 68,29       |  |
| Blancs et nuls | Blancs et nuls           | Blancs et nuls | 799          | 2,58         | 1 132       | 3,43        |  |
| Exprimés       | Exprimés                 | Exprimés       | 30 227       | 97,42        | 31 829      | 96,57       |  |

Le suppléant de Catherine Trautmann était Armand Jung, conseiller général du canton de Strasbourg-9, fonctionnaire territorial. Armand Jung remplaça Catherine Trautmann, nommée membre du gouvernement, du 5 juillet 1997 au 18 juin 2002.

### Élection de 2002
| Candidat       | Candidat                  | Parti              | Premier tour | Premier tour | Second tour | Second tour |  |
| Candidat       | Candidat                  | Parti              | Voix         | %            | Voix        | %           |  |
| -------------- | ------------------------- | ------------------ | ------------ | ------------ | ----------- | ----------- |  |
|                | Robert Grossmann          | UMP (UDF)          | 11 492       | 37,30        | 14 060      | 49,79       |  |
|                | Armand Jung sortant réélu | PS                 | 10 333       | 33,54        | 14 181      | 50,21       |  |
|                | Geneviève Auvray          | FN                 | 2 193        | 7,12         |             |             |  |
|                | Laurent Fritz             | Les Verts          | 1 221        | 3,96         |             |             |  |
|                | Patrick Beaufrère         | diss. UDF          | 1 078        | 3,50         |             |             |  |
|                | Marie-Laurence Forrer     | Divers droite      | 943          | 3,06         |             |             |  |
|                | Luc Gwiazdzinski          | Divers gauche      | 739          | 2,40         |             |             |  |
|                | Jacques Cordonnier        | Régionaliste (ADA) | 616          | 2,00         |             |             |  |
|                | Frédérique Riedlin        | LCR                | 379          | 1,23         |             |             |  |
|                | Christine Kling-Moreau    | Pôle républicain   | 318          | 1,03         |             |             |  |
|                | Jean-Louis Amann          | MÉI                | 317          | 1,03         |             |             |  |
|                | Jean-Paul Probst          | Divers droite      | 297          | 0,96         |             |             |  |
|                | Christian Grosse          | PCF                | 274          | 0,89         |             |             |  |
|                | Hubert Whitechurch        | PT                 | 204          | 0,66         |             |             |  |
|                | Jean Paillot              | MPF                | 202          | 0,66         |             |             |  |
|                | Pierrette Morinaud        | LO                 | 155          | 0,50         |             |             |  |
|                | Bernard Prigent           | Divers             | 50           | 0,16         |             |             |  |
|                |                           |                    |              |              |             |             |  |
| Inscrits       | Inscrits                  | Inscrits           | 49 330       | 100,00       | 49 330      | 100,00      |  |
| Abstentions    | Abstentions               | Abstentions        | 18 231       | 36,96        | 20 414      | 41,38       |  |
| Votants        | Votants                   | Votants            | 31 099       | 63,04        | 28 916      | 58,62       |  |
| Blancs et nuls | Blancs et nuls            | Blancs et nuls     | 288          | 0,93         | 675         | 2,33        |  |
| Exprimés       | Exprimés                  | Exprimés           | 30 811       | 99,07        | 28 241      | 97,67       |  |

La suppléante d'Armand Jung était Gisèle Attyasse.

### Élection de 2007
| Candidat       | Candidat                  | Parti          | Premier tour | Premier tour | Second tour | Second tour |  |
| Candidat       | Candidat                  | Parti          | Voix         | %            | Voix        | %           |  |
| -------------- | ------------------------- | -------------- | ------------ | ------------ | ----------- | ----------- |  |
|                | Armand Jung sortant réélu | PS             | 9 718        | 32,96        | 15 994      | 56,27       |  |
|                | Frédérique Loutrel        | UMP            | 9 191        | 31,17        | 12 428      | 43,73       |  |
|                | Chantal Cutajar           | UDF–MoDem      | 3 461        | 11,74        |             |             |  |
|                | Martine Calderoli-Lotz    | diss. UMP      | 2 489        | 8,44         |             |             |  |
|                | Laurent Fritz             | Les Verts      | 1 426        | 4,84         |             |             |  |
|                | Bernadette Brenner        | FN             | 939          | 3,18         |             |             |  |
|                | Antonio Gomez             | LCR            | 673          | 2,28         |             |             |  |
|                | Françoise Werckmann       | MÉI            | 416          | 1,41         |             |             |  |
|                | Christian Grosse          | PCF            | 345          | 1,17         |             |             |  |
|                | Sonia J. Fath             | Divers         | 214          | 0,73         |             |             |  |
|                | Jean-Luc Schaffhauser     | Divers         | 190          | 0,64         |             |             |  |
|                | Jacques Barthel           | Divers         | 157          | 0,53         |             |             |  |
|                | Pierrette Morinaud        | LO             | 140          | 0,47         |             |             |  |
|                | Stéphanie Brasseur        | MNR            | 125          | 0,42         |             |             |  |
|                |                           |                |              |              |             |             |  |
| Inscrits       | Inscrits                  | Inscrits       | 52 670       | 100,00       | 52 672      | 100,00      |  |
| Abstentions    | Abstentions               | Abstentions    | 22 931       | 43,54        | 23 708      | 45,01       |  |
| Votants        | Votants                   | Votants        | 29 739       | 56,46        | 28 964      | 54,99       |  |
| Blancs et nuls | Blancs et nuls            | Blancs et nuls | 255          | 0,86         | 542         | 1,87        |  |
| Exprimés       | Exprimés                  | Exprimés       | 29 484       | 99,14        | 28 422      | 98,13       |  |

### Élection de 2012
| Candidat       | Candidat                  | Parti          | Premier tour | Premier tour | Second tour | Second tour |  |
| Candidat       | Candidat                  | Parti          | Voix         | %            | Voix        | %           |  |
| -------------- | ------------------------- | -------------- | ------------ | ------------ | ----------- | ----------- |  |
|                | Armand Jung sortant réélu | PS             | 13 830       | 41,89        | 18 926      | 61,61       |  |
|                | Anne Hulné                | UMP            | 9 256        | 28,03        | 11 792      | 38,39       |  |
|                | Marie-Christine Aubert    | RBM (FN)       | 3 103        | 9,40         |             |             |  |
|                | Josiane Nervi-Gasparini   | FG (PG) (PCF)  | 2 326        | 7,04         |             |             |  |
|                | Sandra Regol              | EÉLV           | 2 188        | 6,63         |             |             |  |
|                | Jean-Marcel Brule         | CpF (MoDem)    | 1 094        | 3,31         |             |             |  |
|                | Maurice Hoffmann          | Pirate         | 419          | 1,27         |             |             |  |
|                | Camille Abgrall           | AÉI            | 316          | 0,96         |             |             |  |
|                | Sophie Coudray            | NPA            | 183          | 0,55         |             |             |  |
|                | Arthur Hanon              | MOC            | 105          | 0,32         |             |             |  |
|                | Norbert Dumas             | S&P            | 99           | 0,30         |             |             |  |
|                | Pierrette Morinaud        | LO             | 98           | 0,30         |             |             |  |
|                |                           |                |              |              |             |             |  |
| Inscrits       | Inscrits                  | Inscrits       | 63 978       | 100,00       | 63 979      | 100,00      |  |
| Abstentions    | Abstentions               | Abstentions    | 30 681       | 47,96        | 32 540      | 50,86       |  |
| Votants        | Votants                   | Votants        | 33 297       | 52,04        | 31 439      | 49,14       |  |
| Blancs et nuls | Blancs et nuls            | Blancs et nuls | 280          | 0,84         | 721         | 2,29        |  |
| Exprimés       | Exprimés                  | Exprimés       | 33 017       | 99,16        | 30 718      | 97,71       |  |

### Élection partielle de 2016
Le 25 février 2016, le député Armand Jung (PS) annonce qu’il démissionne de son mandat à la suite de multiples problèmes de santé l’empêchant d’exercer correctement son mandat. Refusant de laisser son siège vacant pendant plus d’un an jusqu’en 2017, sa démission prend effet à partir du 1er mars et rend nécessaire une élection législative partielle dans les trois mois. Cette élection se tient les 22 et 29 mai 2016.
| Candidat       | Candidat             | Parti             | Premier tour | Premier tour | Second tour | Second tour |  |
| Candidat       | Candidat             | Parti             | Voix         | %            | Voix        | %           |  |
| -------------- | -------------------- | ----------------- | ------------ | ------------ | ----------- | ----------- |  |
|                | Éric Elkouby élu     | PS                | 4 288        | 30,48        | 6 469       | 53,77       |  |
|                | Jean-Emmanuel Robert | LR                | 2 673        | 19,00        | 5 560       | 46,23       |  |
|                | Andréa Didelot       | FN                | 1 469        | 10,44        |             |             |  |
|                | Simon Baumert        | EÉLV              | 1 303        | 9,26         |             |             |  |
|                | Laurent Py           | UDI               | 1 076        | 7,64         |             |             |  |
|                | Guillaume d'Andlau   | Divers            | 840          | 5,97         |             |             |  |
|                | Daniel Gerber        | Divers            | 598          | 4,25         |             |             |  |
|                | Julien Ratcliffe     | FG (PCF)          | 540          | 3,83         |             |             |  |
|                | Jean Faivre          | Régionaliste (UL) | 538          | 3,82         |             |             |  |
|                | Murat Yozgat         | Divers            | 421          | 2,99         |             |             |  |
|                | Salah Keltoumi       | LO                | 179          | 1,27         |             |             |  |
|                | Pacha Mobasher       | Divers gauche     | 143          | 1,01         |             |             |  |
|                | Francis Meynier      | Divers            | 0            | 0,00         |             |             |  |
|                | André Kornmann       | Extrême droite    | 0            | 0,00         |             |             |  |
|                |                      |                   |              |              |             |             |  |
| Inscrits       | Inscrits             | Inscrits          | 64 322       | 100,00       | 64 322      | 100,00      |  |
| Abstentions    | Abstentions          | Abstentions       | 49 988       | 77,72        | 51 258      | 79,69       |  |
| Votants        | Votants              | Votants           | 14 334       | 22,28        | 13 064      | 20,31       |  |
| Blancs et nuls | Blancs et nuls       | Blancs et nuls    | 266          | 1,86         | 1 035       | 7,92        |  |
| Exprimés       | Exprimés             | Exprimés          | 14 068       | 98,14        | 12 029      | 92,08       |  |

### Élections de 2017
Député sortant : Éric Elkouby (Parti socialiste).
|                                                                          | |                           |                           |                          |                          |
|                                                                          | | Premier tour 11 juin 2017 | Premier tour 11 juin 2017 | Second tour 18 juin 2017 | Second tour 18 juin 2017 |
|                                                                          | |                           |                           |                          |                          |
|                                                                          | | Nombre                    | % des inscrits            | Nombre                   | % des inscrits           |
| Inscrits                                                                 | Inscrits | 61 032                    | 100,00                    | 61 033                   | 100,00                   |
| Abstentions                                                              | Abstentions | 30 640                    | 50,20                     | 36 446                   | 59,72                    |
| Votants                                                                  | Votants | 30 392                    | 49,80                     | 24 587                   | 40,28                    |
|                                                                          | |                           | % des votants             |                          | % des votants            |
| Bulletins blancs                                                         | Bulletins blancs | 171                       | 0,56                      | 1 731                    | 7,04                     |
| Bulletins nuls                                                           | Bulletins nuls | 78                        | 0,26                      | 670                      | 2,73                     |
| Suffrages exprimés                                                       | Suffrages exprimés | 30 143                    | 99,18                     | 22 186                   | 90,23                    |
|                                                                          | |                           |                           |                          |                          |
| Candidat Étiquette politique (partis et alliances)                       | Candidat Étiquette politique (partis et alliances)                                                                        | Voix                      | % des exprimés            | Voix                     | % des exprimés           |
|                                                                          | |                           |                           |                          |                          |
|                                                                          | Thierry Michels La République en marche                                                                                   | 10 644                    | 35,31                     | 13 301                   | 59,95                    |
|                                                                          | Éric Elkouby (député sortant) Parti socialiste (Parti radical de gauche)                                                  | 4 190                     | 13,90                     | 8 885                    | 40,05                    |
|                                                                          | Jean-Marie Brom (d) La France insoumise                                                                                   | 4 067                     | 13,49                     |                          |                          |
|                                                                          | Elsa Schalck Les Républicains (Union des démocrates et indépendants)                                                      | 3 892                     | 12,91                     |                          |                          |
|                                                                          | Abdelkarim Ramdane Europe Écologie Les Verts                                                                              | 2 158                     | 7,16                      |                          |                          |
|                                                                          | Andréa Didelot Front national                                                                                             | 1 912                     | 6,34                      |                          |                          |
|                                                                          | Sabine Hervault Régionaliste (Unser Land)                                                                                 | 664                       | 2,20                      |                          |                          |
|                                                                          | Salah Koussa Divers | 457                       | 1,52                      |                          |                          |
|                                                                          | Saber Hajem Divers (Parti égalité et justice)                                                                             | 414                       | 1,37                      |                          |                          |
|                                                                          | Agnès Lopez Divers (#MaVoix)                                                                                              | 347                       | 1,15                      |                          |                          |
|                                                                          | Hülliya Turan Parti communiste français                                                                                   | 334                       | 1,11                      |                          |                          |
|                                                                          | Marie-Françoise Hamard (d) Divers (Parti animaliste)                                                                      | 297                       | 0,99                      |                          |                          |
|                                                                          | Salomé François-Wilser Écologiste (Mouvement écologiste indépendant - Confédération pour l'homme, l'animal et la planète) | 252                       | 0,84                      |                          |                          |
|                                                                          | Pascale Hirn Divers (Union populaire républicaine)                                                                        | 193                       | 0,64                      |                          |                          |
|                                                                          | Christophe Leprêtre Divers (Mouvement 100 % - Parti Antispéciste Citoyen pour la Transparence et l'Éthique)               | 164                       | 0,54                      |                          |                          |
|                                                                          | Salah Keltoumi Lutte ouvrière                                                                                             | 99                        | 0,33                      |                          |                          |
|                                                                          | Pacha Mobasher Divers gauche                                                                                              | 31                        | 0,10                      |                          |                          |
|                                                                          | Nina Hutt Divers (Allons enfants !)                                                                                       | 28                        | 0,09                      |                          |                          |
| Source : Ministère de l'Intérieur - Première circonscription du Bas-Rhin | |                           |                           |                          |                          |

### Élections de 2022
Les élections législatives françaises de 2022 se déroulent les dimanches 12 et 19 juin 2022.
| Résultats des élections législatives des 12 et 19 juin 2022 de la 1re circonscription du Bas-Rhin |                          |                          |                          |              |              |             |             |
| Candidat                                                                                          | Candidat                 | Parti et coalition       | Nuance                   | Premier tour | Premier tour | Second tour | Second tour |
| Candidat                                                                                          | Candidat                 | Parti et coalition       | Nuance                   | Voix         | %            | Voix        | %           |
|                                                                                                   | Sandra Regol,            | EELV (NUPES)             | NUP                      | 11 976       | 38,07        | 15 569      | 51,47       |
|                                                                                                   | Alain Fontanel           | LREM (ENS)               | ENS                      | 9 085        | 28,88        | 14 682      | 48,53       |
|                                                                                                   | Éric Elkouby             | PS diss.                 | DVG                      | 3 062        | 9,73         |             |             |
|                                                                                                   | Tamara Volokhova         | RN                       | RN                       | 2 061        | 6,55         |             |             |
|                                                                                                   | Audrey Rozenhaft         | LR (UDC)                 | LR                       | 1 479        | 4,70         |             |             |
|                                                                                                   | Elena Christmann         | REC                      | REC                      | 1 111        | 3,53         |             |             |
|                                                                                                   | Jamal Rouchdi            | ERS                      | DIV                      | 482          | 1,53         |             |             |
|                                                                                                   | Nawal Hafed              | EAC                      | ECO                      | 397          | 1,26         |             |             |
|                                                                                                   | Albéric Barret           | E                        | DIV                      | 376          | 1,20         |             |             |
|                                                                                                   | Jérémy Govi              | SE                       | DVG                      | 310          | 0,99         |             |             |
|                                                                                                   | Lionel Sauner            | PA                       | ECO                      | 270          | 0,86         |             |             |
|                                                                                                   | Stéphanie Karmann        | UL (RPS)                 | REG                      | 236          | 0,75         |             |             |
|                                                                                                   | Yamina Grosjean          | RES                      | DIV                      | 198          | 0,63         |             |             |
|                                                                                                   | Frédéric Seigle-Murandi  | Volt                     | DIV                      | 178          | 0,57         |             |             |
|                                                                                                   | Louise Fève              | LO                       | DXG                      | 140          | 0,45         |             |             |
|                                                                                                   | Elisa Blache             | POID                     | DXG                      | 68           | 0,22         |             |             |
|                                                                                                   | Sylvain Courcoux         | SE                       | DIV                      | 30           | 0,10         |             |             |
| Votes valides                                                                                     | Votes valides            | Votes valides            | Votes valides            | 31 459       | 98,89        | 30 251      | 96,46       |
| Votes blancs                                                                                      | Votes blancs             | Votes blancs             | Votes blancs             | 262          | 0,82         | 809         | 2,58        |
| Votes nuls                                                                                        | Votes nuls               | Votes nuls               | Votes nuls               | 92           | 0,29         | 300         | 0,96        |
| Total                                                                                             | Total                    | Total                    | Total                    | 31 813       | 100          | 31 360      | 100         |
| Abstention                                                                                        | Abstention               | Abstention               | Abstention               | 30 864       | 49,24        | 31 339      | 49,98       |
| Inscrits / participation                                                                          | Inscrits / participation | Inscrits / participation | Inscrits / participation | 62 677       | 50,76        | 62 699      | 50,02       |

### Élections de 2024
| Candidat                 | Candidat                 | Parti et coalition       | Nuances                  | Premier tour | Premier tour | Second tour | Second tour |
| Candidat                 | Candidat                 | Parti et coalition       | Nuances                  | Voix         | %            | Voix        | %           |
| ------------------------ | ------------------------ | ------------------------ | ------------------------ | ------------ | ------------ | ----------- | ----------- |
|                          | Sandra Regol             | LÉ (NFP)                 | UG                       | 20 631       | 47,60        | 23 414      | 58,81       |
|                          | Étienne Loos             | RE (ENS)                 | ENS                      | 10 513       | 24,26        | 16 399      | 41,19       |
|                          | Hombeline Du Parc        | RN                       | RN                       | 6 081        | 14,03        |             |             |
|                          | Irène Weiss              | LR                       | LR                       | 2 787        | 6,43         |             |             |
|                          | Serge Oehler             |                          | DVG                      | 835          | 1,93         |             |             |
|                          | Jamal Rouchdi            |                          | DIV                      | 472          | 1,09         |             |             |
|                          | Luc Ménard               | REC                      | REC                      | 436          | 1,01         |             |             |
|                          | Patrick Arbogast         | EAC                      | ECO                      | 424          | 0,98         |             |             |
|                          | Odette Holtzer           | UL (R&PS)                | REG                      | 395          | 0,91         |             |             |
|                          | Albéric Barret           | Équinoxe                 | ECO                      | 315          | 0.18         |             |             |
|                          | Louise Fève              | LO                       | EXG                      | 146          | 0,34         |             |             |
|                          | Frédéric Seigle-Murandi  | Volt                     | DVG                      | 107          | 0,25         |             |             |
|                          | Thomas Brant             | DNM                      | DIV                      | 77           | 0,18         |             |             |
|                          | Dan Benhamou             | PT                       | EXG                      | 77           | 0,18         |             |             |
|                          | Thomas Schlund           |                          | DIV                      | 43           | 0,10         |             |             |
|                          | Étienne Genieux          | NPA-R                    | EXG                      | 0            | 0.00         |             |             |
|                          |                          |                          |                          |              |              |             |             |
| Votes valides            | Votes valides            | Votes valides            | Votes valides            | 43 339       | 98,94        |             |             |
| Votes blancs             | Votes blancs             | Votes blancs             | Votes blancs             | 321          | 0,73         |             |             |
| Votes nuls               | Votes nuls               | Votes nuls               | Votes nuls               | 143          | 0,33         |             |             |
| Total                    | Total                    | Total                    | Total                    | 43 803       | 100          |             | 100         |
| Abstention               | Abstention               | Abstention               | Abstention               | 18 738       | 29,96        |             |             |
| Inscrits / participation | Inscrits / participation | Inscrits / participation | Inscrits / participation | 62 541       | 70,04        |             |             |